# Fresh Expressions
A Fresh Expressions (jelentése: friss kifejezések) egy angliai egyházi megújulási mozgalom.
A 2004-es indulása után eltelt egy évtized alatt mintegy 3000 projektet indított be. A mozgalom az anglikán egyház püspökei és zsinatai által támogatva vette kezdetét, s többek között az Angol Metodista Egyház, az Egyesült Református Egyház, a Skót Egyház és az Üdvhadsereg is csatlakozott hozzá. Célja egy olyan egyház megvalósítása, amely egyesíti az új és a hagyományos közösségeket (egy ilyen közösség egy „fresh expression”). A fresh expression közösségek jellemzően az egyházaktól távoli közegben alakulnak (pl. kávéházi gyülekezetek, ifjúsági gyülekezetek vagy szociális alapú kezdeményezések) a már meglevő helyi gyülekezetek mellett, de részben azokkal egy fedél alatt.